# ちばみどり農業協同組合
ちばみどり農業協同組合（ちばみどりのうぎょうきょうどうくみあい、略称JAちばみどり・ちばみどり農協）は、千葉県旭市に本店を置く農業協同組合。千葉県最大の農業協同組合である。

## 沿革
- 2001年（平成13年）1月 - 海匝地域の5JA（銚子・海上・旭・干潟・そうさ）が合併し発足した。
- 2006年（平成18年）7月 - 事業拠点再構築を行い、従来の39支店を同7月24日から15支店8出張所5購買店体制とする。
- 2007年（平成19年）7月 - さらなる見直しを行い、購買店等8店舗を統廃合する。
- 2024年（令和6年）11月 - 事業拠点再構築を行い、従来の15支店3出張所を9支店2出張所体制とする。

## 店舗
旭市、匝瑳市、銚子市、横芝光町に支店を持つ。
- 本店（5016-001）
- 八日市場支店（5016-009）
- ひかり支店（5016-015）
- 野栄支店（5016-017）
- 銚子支店（5016-019）
- 船木出張所（5016-021）
- 椎柴支店（5016-022）
- 豊里出張所（5016-023）
- 海上中央支店（5016-026）
- 飯岡支店（5016-029）
- 旭支店（5016-031）
- ひかた支店（5016-038）
- 営農センター銚子
- 営農センター旭
- 営農センターそうさ
- 営農センター海上
- 営農センター飯岡
- 営農センター干潟
- ケアセンター
- 販売部畜産課
- 経済部燃料課
- 農機センター
- 銚子サブセンター
- 海上給油所
- 旭給油所
- 共和給油所
- 南条資材倉庫
- 銚子資材倉庫
- 海上資材倉庫
- 豊岡資材倉庫
- 矢指資材倉庫
- 共和資材倉庫

（）については、各支店・出張所の金融機関コード。